# Municipio de Cooperstown (Illinois)
El municipio de Cooperstown (en inglés: Cooperstown Township) es un municipio ubicado en el condado de Brown en el estado estadounidense de Illinois. En el año 2010 tenía una población de 311 habitantes y una densidad poblacional de 2,9 personas por km².

## Geografía
Según la Oficina del Censo de los Estados Unidos, el municipio tiene una superficie total de 107.37 km², de la cual 105,34 km² corresponden a tierra firme y (1,88 %) 2,02 km² es agua.

## Demografía
Según el censo de 2010, había 311 personas residiendo en el municipio de Cooperstown. La densidad de población era de 2,9 hab./km². De los 311 habitantes, el municipio de Cooperstown estaba compuesto por el 99,36 % blancos, el 0,64 % eran de otras razas. Del total de la población el 0 % eran hispanos o latinos de cualquier raza.